# هدر مک‌ری
هدر مک‌رِی (انگلیسی: Heather MacRae؛ زادهٔ ۵ اکتبر ۱۹۴۶) بازیگر تئاتر، تلویزیون و سینما اهل ایالات متحده آمریکا است. وی بین سال‌های ۱۹۶۶ تا ۲۰۰۶ میلادی فعالیت می‌کرد.
او خواهر کوچکتر مردیت مک‌ری و فرزندِ گوردون مک‌ری و شیلا مک‌ری هنرپیشگان آمریکایی است.

## گزیدهٔ آثار

### تلویزیون
- سکس و شهر (۲۰۰۴)
- سوپرانوز (۲۰۰۲)
- قانون و نظم: واحد قربانیان ویژه (۲۰۰۲–۲۰۰۱)
- فریژر (۱۹۹۶)
- فلیپر (۱۹۶۶)

### سینما
- آنچه همیشه می‌خواستید درباره سکس بدانید* (* ولی می‌ترسیدید بپرسید)[۷]
- طبل را آهسته بزن
- زندگی با مایکی